# Paul S.L. Johnson
Paul Samuel Leon Johnson, właściwie Paul Samuel Levitsky (ur. 4 października 1873 w Titusville, Pensylwania, zm. 22 października 1950) – amerykański działacz religijny, założyciel „Świecko Domowego Ruchu Misjonarskiego” (LHMM), który w Polsce działa pod nazwą Świecki Ruch Misyjny „Epifania”. Autor serii wydawniczej „Epifaniczne Wykłady Pisma Świętego” oraz wydawca czasopism „Teraźniejsza Prawda” i „Zwiastun Epifanii”. Propagator piramidologii i frenologii.

## Życiorys

### Dzieciństwo
Oboje jego rodzice byli emigrantami z Polski, pochodzenia żydowskiego. Pochodzili z guberni warszawskiej, z powiatu Kutno. Po przyjeździe do Stanów Zjednoczonych zamieszkali w Titusville, gdzie jego ojciec został przełożonym synagogi. 4 stycznia 1886 roku gdy Johnson miał 13 lat zmarła jego matka. Ojciec wkrótce ożenił się po raz wtóry, co stało się powodem wielu nieporozumień rodzinnych. W ich wyniku w 1887 roku Paul kilka razy uciekał z domu. Podczas ostatniej takiej ucieczki w 1887 roku, trafił do Filadelfii, gdzie znalazł pracę przy czyszczeniu butów. Nieco później znalazł Biblię na śmietniku i trafił na nabożeństwo do Kościoła metodystycznego o ustroju episkopalnym. Wtedy też przyjął chrześcijaństwo.
Po powrocie do domu, ojciec uznał Paula za niepoprawnego i 8 lutego 1889 roku wysłał go do poprawczaka. Po pięciu miesiącach ze względu na dobre zachowanie Johnson został zwolniony. Miał wówczas 16 lat, więc rząd stanowy wyznaczył mu kuratora do opieki.

### Chrześcijaństwo
14 lipca 1889 roku Paul Johnson przyjął chrzest, po czym udał się do rodzinnego domu. Jednakże ojciec wyrzekł się go jako swego syna i wyprawił mu symboliczny pogrzeb.
Paul Johnson wyjechał do Allegheny, gdzie pod nadzorem kuratora rozpoczął pracę w sklepie z obuwiem. 8 września 1890 roku wstąpił na Uniwersytet Capitol w Columbus, Ohio, który ukończył w 1895 roku, otrzymując najwyższe stopnie w historii tego Uniwersytetu. Zaraz po tym wstąpił do Seminarium Teologicznego przy Kościele luterańskim, które ukończył 25 maja 1898 roku.
Johnson został pastorem w małym kościółku w Mars, w stanie Pensylwania, a następnie w Columbus, w stanie Ohio.

### Badacze Pisma Świętego
W 1903 roku pastor Johnson zapoznał się z broszurą Badaczy Pisma Świętego. Wówczas przyjął następujące nauki: (1) Jeden Bóg w przeciwieństwie do Trójcy, (2) śmiertelność człowieka w przeciwieństwie do nieśmiertelności duszy, (3) śmierć, a nie wieczne męki, jest karą za grzech, (4) Papiestwo jest bestią, a protestantyzm obrazem bestii – razem stanowią Babilon, (5) Tysiąclecie i Dzień Sądu stanowią jeden i ten sam okres, (6) ludzie zmarli z klasy niewybranych przejdą próbę podczas Tysiąclecia, (7) rok 1914 jest końcem Wieku. Nauczanie tych poglądów wywołało wielką opozycję w zgromadzeniu, i w konsekwencji spowodowało wystąpienie Johnsona z Kościoła luterańskiego. Stało się to 1 maja 1903 roku.
Już 14 czerwca 1903 roku Johnson wygłosił swój pierwszy wykład w zborze Badaczy Pisma Świętego w Columbus. 1 maja 1904 roku pastor Charles Taze Russell wyznaczył Johnsona jako jednego z podróżujących mówców Towarzystwa Strażnica, nazywanych pielgrzymami.
3 stycznia 1905 roku, Paul S.L. Johnson ożenił się z Emmą McCloud. Dzieci nie mieli.
22 maja 1910 roku w wyniku nadmiernego wysiłku i wytężonego wypełniania obowiązków w trakcie wygłaszania wykładu publicznego na oczach słuchaczy przeszedł silne załamanie nerwowe i przez kilka miesięcy przestał wykonywać posługi pielgrzymskie. Wiązało się to z przeciwstawianiem się Johnsona oponentom C.T. Russella – Ernestowi C. Henningesowi oraz głównie Matthew L. McPhailowi, którzy w roku 1909 odrzucili zmiany doktrynalne dotyczące Nowego Przymierza i wystąpili z ruchu Badaczy Pisma Świętego. Wydarzenie to przeciwnicy Johnsona uznali później za początek rozwijającej się u niego choroby psychicznej.

### Spór o przywództwo
8 sierpnia 1916 roku pastor C.T. Russell podjął decyzję wysłania do Anglii Johnsona. 26 sierpnia wyraził on na to zgodę. Ten wyjazd do Wielkiej Brytanii był, w mniemaniu Johnsona, związany z głębokim konfliktem w gronie trzech członków zarządu International Bible Students Association (Międzynarodowe Stowarzyszenie Badaczy Pisma Świętego). Według Johnsona członkowie zarządu czynili wysiłki by IBSA stała się samodzielną korporacją niezależną od Towarzystwa Strażnica i wolną od nadzoru pastora Russella. Johnson uważał, że grupa starszych w zborze londyńskim starała się sklerykalizować komitet starszych, i doprowadzić by nadzór nad zborami w Anglii znalazł się w ich rękach. Russell zmarł 31 października 1916 roku, jeszcze przed wyjazdem Johnsona do Anglii.
Zgodnie z wolą C.T. Russella, Komitet Wykonawczy Towarzystwa Strażnica działający po jego śmierci, złożony z Alfreda I. Ritchiego, Williama E. Van Amburgha oraz Josepha F. Rutheforda, 2 listopada 1916 podjął decyzję o wysłaniu Johnsona do Wielkiej Brytanii. Wyposażył też go w dokumenty pozwalające mu na kontrolę dokumentacji i finansów IBSA, które miały mu ułatwić przyjęcie w londyńskim Biurze Oddziału. Johnson przebywał w Anglii dziewiętnaście tygodni od 19 listopada 1916 roku do 24 marca 1917 roku. Zgodnie z zaleceniami Komitetu Wykonawczego Johnson miał dokładnie zapoznać się z rozwojem działalności Badaczy Pisma Świętego w Wielkiej Brytanii i nadesłać sprawozdanie do Towarzystwa Strażnica, natomiast nie był upoważniony do przeprowadzania zmian personalnych w brytyjskim Biurze Oddziału. Jednak w czasie swojego pobytu w Londynie przeprowadził on wiele zmian organizacyjnych, zmieniających sytuację w IBSA. W przemówieniach kierowanych do angielskich Badaczy Pisma Świętego P.S.L. Johnson przedstawiał siebie jako następcę Russella, a także bezprawnie przejął kontrolę nad londyńskim kontem bankowym Towarzystwa Strażnica.
Ponieważ w trakcie pobytu w Londynie Johnson próbował bez upoważnienia usunąć tych dwóch spośród trzech członków zarządu tamtejszego biura którzy mu się sprzeciwiali, jego ówczesny nadzorca Jesse Hemery, zwrócił się do wybranego 6 stycznia 1917 roku prezesa Towarzystwa Strażnica J.F. Rutherforda z prośbą o reakcję. W rezultacie Rutherford wyznaczył kilkuosobowy komitet londyńskich Badaczy nie należących jednak do zarządu. Ponieważ, po zapoznaniu się z faktami, komitet zalecił odwołanie Johnsona, Rutherford nakazał mu powrócić do biura w Brooklynie. Przez pewien czas Johnson jednak nie zamierzał się podporządkować sprawiając wrażenie, że jest niezastąpiony w Wielkiej Brytanii i usiłując w tym czasie przejąć nadzór nad działalnością Badaczy w Wielkiej Brytanii.
Po powrocie do Stanów Zjednoczonych, w kwietniu 1917 roku Johnson wdał się w spór z prezesem Towarzystwa Strażnica J.F. Rutherfordem. Próbował nakłonić Rutherforda by ponownie wysłał go do Londynu, na co jednak nie uzyskał zgody. Wtedy Johnson zaczął szukać poparcia u członków zarządu Towarzystwa przeciągając na swoją stronę czterech z nich. Wspólnie wystąpili przeciw prezesowi Towarzystwa usiłując pozbawić go uprawnień administracyjnych. 17 lipca 1917 roku, w dniu wydania książki „Dokonana tajemnica”, doszło do jawnej manifestacji opozycjonistów przeciw Rutherfordowi. W rezultacie, po konsultacji prawnej, Rutherford usunął czterech członków zarządu, którzy nie zostali wybrani na walnym zgromadzeniu akcjonariuszy i zgodnie ze statutem Towarzystwa Strażnica nie wchodzili w skład zarządu. Natomiast Johnson został pozbawiony przywilejów pielgrzymskich i usunięty z Domu Biblijnego. Towarzystwo Strażnica rozesłało po zborach broszurę „Przesiewanie żniwa”, w której zarzucono Johnsonowi liczne wykroczenia. 26 sierpnia 1917 roku w wyniku tych doświadczeń, P.S.L. Johnson napisał własną broszurę „Przesiewanie żniwa”, w której polemizował z naukami Towarzystwa Strażnica, stawiał zarzut przywłaszczenia sobie władzy przez Rutherforda uważając, że nie jest on prawdziwym następcą C.T. Russella.

### Powstanie LHMM
5 stycznia 1918 roku na dorocznym walnym zebraniu odbyły się wybory zarządu Towarzystwa Strażnica, na których potwierdzono zwierzchnictwo J.F. Rutherforda nad Towarzystwem Strażnica. Głosami członków Towarzystwa w wyborach tych P.S.L. Johnson zajął wśród 16 kandydatów 15 miejsce i ani on ani żaden z siedmiu innych oponentów Rutherforda nie został wybrany do siedmioosobowego zarządu. W wyniku przegranych wyborów grupa około 32 niezadowolonych opozycjonistów 6 stycznia 1918 roku powołała siedmioosobowy komitet, w skład którego wszedł między innymi Johnson. Komitet miał utworzyć korporację Pastoralny Instytut Biblijny (PBI). Postanowiono także przygotować osobną od WTB&TS pracę pielgrzymską i poczynić przygotowania do wydania nowego czasopisma „The Bible Standard and Herald of Christs Kingdom” („Sztandar Biblijny i Zwiastun Chrystusowego Królestwa”). Jednak w wyniku wewnętrznych sporów, P.S.L. Johnson wraz z Raymondem G. Jollym, Robertem H. Hirshem i kilkoma innymi osobami zostali usunięci z PBI, który zaczął wydawać swoje czasopismo pod ostatecznie skróconą nazwą „The Herald of the Kingdom”. Zbory stowarzyszone z PBI utworzyły Zrzeszenie Wolnych Badaczy Pisma Świętego.
Po usunięciu Johnsona zarówno z Towarzystwa Strażnica jak i Pastoralnego Instytutu Biblijnego, był on przeciwny kontroli zborów przez korporacje i jeszcze w 1918 roku postanowił działać przeciwko organizacjom chrześcijańskim których wcześniej był członkiem: WTB&TS i PBI. 25 listopada 1918 roku wydał pierwszy, okazyjny numer czasopisma „The present Truth and Herald of Christ`s Epiphany” („Teraźniejsza Prawda i Zwiastun Chrystusowej Epifanii”).
Stopniowo wokół Johnsona skupiła się grupa osób. Johnson z konieczności założył stowarzyszenie pod nazwą Laymen's Home Missionary Movement (Świecko Domowy Ruch Misjonarski), o zasięgu międzynarodowym. Na konwencji w Filadelfii, w dniu 5 lipca 1919 roku, wybrano Paula Samuela Leona Johnsona na Generalnego Pastora, Nauczyciela i Opiekuna Wykonawczego Świecko Domowego Ruchu Misjonarskiego (LHMM) co dawało mu jednoosobowy nadzór nad ruchem. Rozpoczęto regularne wydawanie „Teraźniejszej Prawdy” oraz drugiego czasopisma przeznaczonego dla osób spoza ruchu „The Herald of the Epiphany” („Zwiastun Epifanii”). W roku 1920 z powodu różnic doktrynalnych w grupie Johnsona nastąpił podział i R.H. Hirsh a wraz z nim B.M. Kittinger odstąpili od P.S.L. Johnsona. 17 maja 1920 roku Johnson zaapelował do zarządu Towarzystwa Strażnica i PBI o wydawanie przygotowanej przez niego literatury, na co otrzymał odpowiedzi odmowne.
27 grudnia 1919 roku Johnson przemawiał po raz pierwszy do polskich braci podczas polskiej konwencji w Filadelfii. W 1921 roku w Stanach Zjednoczonych ukazał się pierwszy numer polskiej edycji „Teraźniejszej Prawdy”. Z powodu braku zainteresowania regularne wydawanie czasopisma rozpoczęto od numeru 2 w styczniu 1923 roku jako dwumiesięcznik. Sam Johnson 8-krotnie brał udział w epifanicznych konwencjach organizowanych w Polsce w latach: 1928, 1930, 1931, 1932, 1933, 1936, 1937 i 1946. W Polsce LHMM działa od roku 1925 występując pod nazwą Świecki Ruch Misyjny „Epifania”.
Wszystkich swoich oponentów w ruchu badackim Johnson określał jako „przesiewaczy” lub też jako „członków wtórej śmierci”, niezależnie czy należeli oni do innych grup religijnych odwołujących się do C.T. Russella czy też byli członkami LHMM. W 1935 roku ruch założony przez Johnsona opuścił W.S. Stevens z Atlanty równocześnie rozsyłając list w którym twierdził, że Johnson był dyktatorem. W roku 1948 Johnsona opuścił S.A. Cater z Vancouver po wybuchach gniewu i szyderstwach Johnsona na konwencji w Chicago kierowanych wobec polskich członków zboru sprzeciwiających się jego działaniom. Wkrótce potem odszedł Thomas T. Ryde z Los Angeles, a w roku 1951 LHMM opuścił Cyril Shuttleworth, brytyjski przedstawiciel ruchu. Ruch Johnsona opuścił też jego osobisty sekretarz w latach 1947–1948, Kazimierz Zieliński wraz z żoną, którym Johnson zabraniał opuszczania Domu Biblijnego. Wszystkie te osoby Johnson określił mianem „przesiewaczy”.

### Epifaniczne Wykłady Pisma Świętego
Równocześnie Johnson pracował nad serią „Epifanicznych Wykładów Pisma Świętego” (ang. Epiphany Studies in the Scriptures), których był autorem i wydawcą pierwszych 15 tomów. Przedstawił on w nich swoje poglądy. Johnson napisał co najmniej 20 tomów jednak do tej pory nie wyjawiono: ile jest tomów epifanicznych, co się dzieje z niewydanymi, kto i kiedy przekaże je do publikacji. W języku angielskim ukazały się:
- Tom pierwszy (E1) – „Bóg” – przedstawia wiedzę biblijną dotyczącą osoby i charakteru Boga.
- Tom drugi (E2) – „Stworzenie” – zbadanie nauki o Stworzeniu, ze szczególną analizą teorii ludzkich.
- Tom trzeci (E3) – „Eliasz i Elizeusz” – wyjaśnia na podstawie Słowa Bożego przyczyny i przebieg rozdzielenia ludu Bożego.
- Tom czwarty (E4) – „Wybrańcy Epifanii”.
- Tom piąty (E5) – „Rozmaitości” – porusza takie tematy jak przesiewania i wezwania żniwa wieku Ewangelii, oraz różne typy i figury z ich wypełnieniami.
- Tomy szósty i siódmy (E6, E7) – „Mararyzm” i „Gersonizm” – polemika z naukami WTB&TS, PBI i innych odłamów BPŚ. Johnson jednocześnie proponuje w tym tomie swoje własne nauki, mające być alternatywą wobec nauczania przeciwnych jemu organizacji.
- Tom ósmy (E8) – „Czwarta Księga Mojżeszowa” – przedstawia pozafigurę 4 Mojżeszowej.
- Tom dziewiąty i czternasty (E9, E14) – „Posłannik Paruzji, tom I i II” – wyjaśnia posługę pastora Russella.
- Tom dziesiąty (E10) – „Posłannik Epifanii” – autobiografia.
- Tom jedenasty (E11) – „Druga Księga Mojżeszowa” – pozafigura 2 Mojżeszowej.
- Tom dwunasty (E12) – „Biblia” – dotyczy Słowa Bożego, w mniemaniu autora ma pogłębiać wiarę i zaufanie do Biblii.
- Tom trzynasty (E13) – „Księgi Samuela, Królów i Kronik” – wypełnienie się w pozafigurze tych ksiąg.
- Tom piętnasty (E15) – „Chrystus, Duch i Przymierza” – opracowanie tych biblijnych tematów, tłumaczące te zagadnienia ze Słowa Bożego.
- Tom szesnasty (E16) – „Wykres Boskiego Planu” – wydany przez Raymonda G. Jolly’ego.
- Tom siedemnasty (E17) – „Tysiąclecie” – wydany przez Raymonda G. Jolly’ego.

Na język polski przetłumaczono 10 spośród 17 opublikowanych tomów P.S.L. Johnsona.
Johnson miał siedmiu specjalnych pomocników. Byli to: Christian Petersen, August Gohlke, Bernard W. Hedman, John J. Hoefle (założyciel Epiphany Bible Students Association), Daniel Gavin, William Eschrich i Raymond G. Jolly (następca Johnsona).